# Patinaje en los XXI Juegos Centroamericanos y del Caribe
Se detallan los resultados de las competiciones deportivas para la especialidad de Patinaje
en los XXI Juegos Centroamericanos y del Caribe.

## Patinaje de velocidad
El campeón de la especialidad Patinaje de velocidad fue  Colombia.

### Medallero
Los resultados del medallero por información de la Organización de los Juegos Mayagüez 2010
fueron:

#### Medallero Total
País anfitrión en negrilla. La tabla se encuentra ordenada por la cantidad de medallas de oro.
| Núm.  | País       | Oro | Plata | Bronce | Total | Orden por Total |
| ----- | ---------- | --- | ----- | ------ | ----- | --------------- |
| 1     | Colombia   | 20  | 11    | 4      | 35    | 1               |
| 2     | Venezuela  | 0   | 6     | 11     | 17    | 2               |
| 3     | México     | 0   | 2     | 3      | 5     | 3               |
| 4     | Costa Rica | 0   | 0     | 1      | 1     | 4               |
| TOTAL | TOTAL      | 20  | 19    | 19     | 58    |                 |

Fuente: Organización de los XXI Juegos Centroamericanos y del Caribe

#### Medallero por Género
País anfitrión en negrilla. La tabla se encuentra ordenada por la cantidad de medallas de oro.
| Clasificación por Oro | País       | Hombres | Hombres | Hombres | Hombres | Mujeres | Mujeres | Mujeres | Mujeres | TOTAL | Clasificación por Total |
| Clasificación por Oro | País       |         |         |         | Total   |         |         |         | Total   | TOTAL | Clasificación por Total |
| 1                     | Colombia   | 10      | 5       | 3       | 18      | 10      | 6       | 1       | 17      | 35    | 1                       |
| 2                     | Venezuela  | 0       | 4       | 6       | 10      | 0       | 2       | 5       | 7       | 17    | 2                       |
| 3                     | México     | 0       | 1       | 0       | 1       | 0       | 1       | 3       | 4       | 5     | 3                       |
| 4                     | Costa Rica | 0       | 0       | 1       | 1       | 0       | 0       | 0       | 0       | 1     | 4                       |
| TOTAL                 | TOTAL      | 10      | 10      | 10      | 30      | 10      | 9       | 9       | 28      | 58    |                         |

Fuente: Organización de los XXI Juegos Centroamericanos y del Caribe

## Patinaje artístico
El campeón de la especialidad Patinaje artístico fue  Colombia.

### Medallero
Los resultados del medallero por información de la Organización de los Juegos Mayagüez 2010
fueron:

#### Medallero Total
País anfitrión en negrilla. La tabla se encuentra ordenada por la cantidad de medallas de oro.
| Núm.  | País        | Oro | Plata | Bronce | Total | Orden por Total |
| ----- | ----------- | --- | ----- | ------ | ----- | --------------- |
| 1     | Colombia    | 4   | 3     | 1      | 8     | 1               |
| 2     | Puerto Rico | 2   | 2     | 1      | 5     | 3               |
| 3     | México      | 1   | 2     | 5      | 8     | 1               |
| TOTAL | TOTAL       | 7   | 7     | 7      | 21    |                 |

Fuente: Organización de los XXI Juegos Centroamericanos y del Caribe

#### Medallero por Género
País anfitrión en negrilla. La tabla se encuentra ordenada por la cantidad de medallas de oro.
| Clasificación por Oro | País        | Hombres | Hombres | Hombres | Hombres | Mujeres | Mujeres | Mujeres | Mujeres | TOTAL | Clasificación por Total |
| Clasificación por Oro | País        |         |         |         | Total   |         |         |         | Total   | TOTAL | Clasificación por Total |
| 1                     | Colombia    | 2       | 0       | 0       | 2       | 2       | 3       | 1       | 6       | 8     | 1                       |
| 2                     | Puerto Rico | 0       | 0       | 0       | 0       | 2       | 2       | 1       | 5       | 5     | 3                       |
| 3                     | México      | 0       | 2       | 2       | 4       | 1       | 0       | 3       | 4       | 8     | 1                       |
| TOTAL                 | TOTAL       | 2       | 2       | 2       | 6       | 5       | 5       | 5       | 15      | 21    |                         |

Fuente: Organización de los XXI Juegos Centroamericanos y del Caribe

### Múltiples Ganadores
El tablero de multimedallas para la de los XXI Juegos Centroamericanos y del Caribe Mayagüez 2010 
presenta a los deportistas destacados que conquistaron más de una medalla en las competiciones de Patinaje realizadas en Mayagüez, Puerto Rico.
Fuente: 
Organización de los XXI Juegos Centroamericanos y del Caribe Mayagüez 2010. 
| Clasificación del País | Clasificación del Total | Deportista           | País        | Disciplina            |   |   |   | Total |
| 1                      | 5                       | Jorge Luis Cifuentez | Colombia    | Patinaje de velocidad | 4 | 2 | 0 | 6     |
| 2                      | 18                      | Alexandra Vivas      | Colombia    | Patinaje de velocidad | 3 | 4 | 0 | 6     |
| 3                      | 20                      | Andrés Muñoz         | Colombia    | Patinaje de velocidad | 4 | 2 | 1 | 6     |
| 4                      | 23                      | Elizabeth Arnedo     | Colombia    | Patinaje de velocidad | 3 | 1 | 1 | 5     |
| 5                      | 26                      | Pedro Causil         | Colombia    | Patinaje de velocidad | 3 | 0 | 1 | 4     |
| 6                      | 29                      | Cecilia Baena        | Colombia    | Patinaje de velocidad | 3 | 0 | 0 | 3     |
| 7                      | 61                      | Álisson González     | Colombia    | Patinaje artístico    | 2 | 2 | 1 | 5     |
| 7                      | 61                      | Marie Koesnodihardjo | Puerto Rico | Patinaje artístico    | 2 | 2 | 1 | 5     |
| 9                      | 65                      | Kelly Martínez       | Colombia    | Patinaje de velocidad | 3 | 2 | 1 | 4     |
| 10                     | 95                      | Leonardo Parrado     | Colombia    | Patinaje artístico    | 2 | 0 | 0 | 2     |
| 11                     | 137                     | Oscar Cobo           | Colombia    | Patinaje de velocidad | 1 | 1 | 1 | 4     |